# Cho thuê tài chính
Cho thuê tài chính (tiếng Anh: financial leasing) có một số đặc trưng sau:
1. Cho thuê tài chính là một dạng cho thuê tài sản, nhưng khác về căn bản so với các loại cho thuê tài sản khác là có sự chuyển dịch về cơ bản các rủi ro và các lợi ích gắn liền với quyền sở hữu tài sản thuê.
2. Xét dưới hình thức cấp vốn, cho thuê tài chính là một hoạt động tín dụng trung hạn, dài hạn trên cơ sở hợp đồng thuê tài chính (với tài sản thuê có thể là máy móc, thiết bị, phương tiện vận chuyển, động sản khác...) giữa bên cho thuê là công ty cho thuê tài chính (tổ chức tín dụng phi ngân hàng) với khách hàng thuê (khách hàng có nhu cầu thuê thường là các doanh nghiệp, các bên đối tác trong liên kết kinh tế).
3. Trong thời hạn thuê, các bên không được đơn phương hủy bỏ hợp đồng.
4. Công ty cho thuê tài chính giữ quyền sở hữu tài sản cho thuê, bên thuê có nghĩa vụ nộp tiền thuê (tiền trích khấu hao tài sản cho thuê) cho công ty cho thuê tài chính. Khi kết thúc thời hạn thuê, khách hàng mua lại hoặc tiếp tục thuê tài sản đó theo các thỏa thuận trong hợp đồng thuê.
5. Loại hình cho thuê tài chính có lợi thế là người thuê không cần bỏ toàn bộ số tiền ra một lúc để có máy móc, thiết bị, đồng thời cũng không cần phải thế chấp tài sản như trong các giao dịch vay vốn khác; bên đi thuê tài chính không phải chịu những rủi ro do sự mất giá của tài sản, hao mòn tự nhiên...